# BTM–3

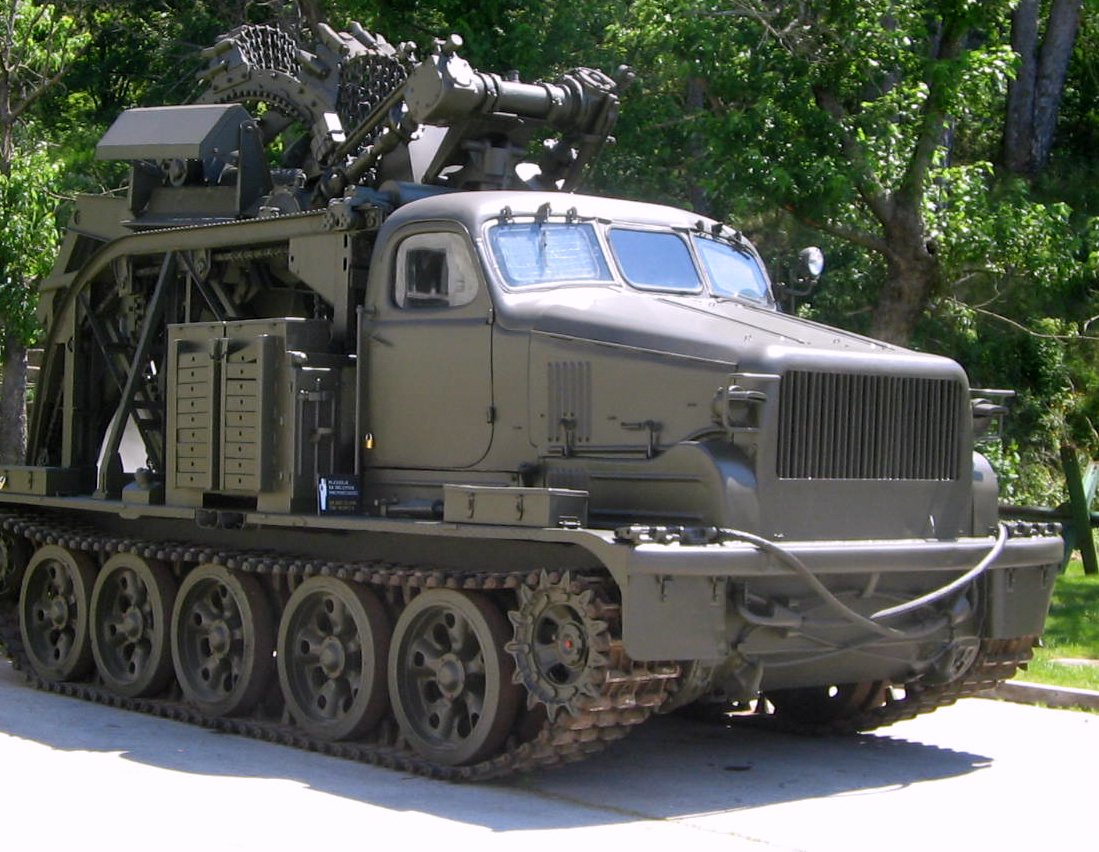
BTM-3 árokásó gép

A BTM–3 (oroszul: БТМ – Быстроходная траншейная машина / Bisztrohodnaja transejnaja masina, magyarul: gyorsjárású árokoló gép) a Szovjetunióban gyártott katonai árokásó gép. Feladata legfeljebb 1,5 m mélységű és 1,1 m szélességű (lövész)árkok gyors kiásása. Sziklás talajnál nem alkalmazható. Az egyenes árkokon kívül 25 m sugarú körön is képes dolgozni. A talajszerkezettől és az árok mélységétől függően a BTM–3 egy óra alatt 270–810 m hosszúságú árok mélyítésére alkalmas. Szükséghelyzetben, 40–50 cm mély árok esetén óránként 1200–1400 m-t is haladhat a berendezés.
A BTM–3 alapjául az AT–T tüzérségi nehézvontató szolgált, ami viszont a T–54 harckocsi alvázán alapul. Az árokásó berendezést a vezetőfülke mögött helyezték el, üzemi helyzetben leengedhető. A jármű össztömege  27,5 t, a vezetőfülke alatt található  227 kW-os (305 LE) dízelmotorjával menethelyzetben 36 km/h maximális sebesség elérésére képes. A kétfős vezetőfülkéje hermetizált, ABV-fegyverek elleni védelemre szolgáló szűrőberendezéssel látták el. A járművet alkalmassá tették az R–113 harckocsirádió beépítésére, de alapesetben nem tartozott a jármű felszereléséhez. A személyzet számára sugárzásmérő és PNV–57T éjszakai figyelőműszer is rendelkezésre áll. A vezetőfülképen szükség esetén öt fő helyezhető el. Üzemanyagkészlete 500 km-es hatótávolság elérésére, vagy 10–12 órás talajmunka végzésére elég.
A járművet a Varsói Szerződés, valamint számos fejlődő ország műszaki alakulatánál rendszeresítették, néhány országban még napjainkban is rendszerben áll. A BTM–3-at a Magyar Néphadsereg is rendszeresítette. Az 1990-es évek végén Oroszországban a T–80U harckocsin alapuló BTM–4M Tundra árokásó jármű váltotta fel.